# Nicole Duclos
Nicole Duclos z domu Salavert (ur. 15 sierpnia 1947 w Périgueux) – francuska lekkoatletka, sprinterka, mistrzyni Europy.
Specjalizowała się w biegu na 400 metrów. 6 lipca 1969 w Colombes ustanowiła rekord świata w sztafecie 4 × 400 metrów rezultatem 3:34,2. Sztafeta francuska biegła w składzie: Michèle Mombet, Éliane Jacq, Duclos i Colette Besson.
Na mistrzostwach Europy w 1969 w Atenach w finale biegu na 400 metrów wpadła na metę równo ze swą rodaczką Colette Besson, ówczesną mistrzynią olimpijską na tym dystansie. Obie ustanowiły nowy rekord świata wynikiem 51,7 s. Analiza fotofiniszu wskazała, że zwyciężyła Duclos i to ona została mistrzynią Europy. W biegu sztafetowym 4 × 400 metrów również o zwycięstwie zadecydował fotofinisz. Pierwsze miejsce zajęła sztafeta Wielkiej Brytanii, a Francuzki (w składzie: Bernadette Martin, Duclos, Jacq i Besson) zdobyły srebrny medal. Obie sztafety poprawiły rekord świata (sztafeta brytyjska uzyskała czas 3:30,82, a francuska 3;30,85).
Na halowych mistrzostwach Europy w 1970 w Wiedniu Duclos zdobyła wraz z koleżankami złoty medal w sztafecie olimpijskiej 1+2+3+4 okrążenia (w składzie: Sylviane Telliez, Mireille Testanière, Besson i Duclos). Na mistrzostwach Europy w 1971 w Helsinkach wystąpiła tylko w sztafecie 4 × 400 metrów, która nie ukończyła biegu finałowego. Na halowych mistrzostwach Europy w 1972 w Grenoble zdobyła brązowy medal w sztafecie 4 × 2 okrążenia (w składzie: Madeleine Thomas, Martin, Duclos i Besson).
Na igrzyskach olimpijskich w 1972 w Monachium odpadła w półfinale biegu na 400 metrów, zaś w biegu sztafetowym 4 × 400 metrów udało jej się wraz z koleżankami zająć 4. miejsce. Na halowych mistrzostwach Europy w 1973 w Rotterdamie zdobyła srebrny medal w sztafecie 4 × 2 okrążenia (w składzie: Besson, Chantal Jouvhomme, Chantal Leclerc i Duclos), a w biegu na 400 metrów odpadła w eliminacjach. Podobnie odpadła w eliminacjach na 400 metrów podczas halowych mistrzostw Europy w 1974 w Göteborgu.
Była mistrzynią Francji w biegu na 400 metrów w 1969 i 1972 oraz wicemistrzynią na tym dystansie w 1973 i w biegu na 800 metrów w 1966, a także halową mistrzynią na 400 metrów w 1973 i wicemistrzynią w tej konkurencji w 1972 i 1974.